# Bernska huset
Ej att förväxla med Bernska villan, familjen Berns bostadshus i Stockholm.
Bernska huset är ett hus i Sundsvalls stenstad, i korsningen Thulegatan - Storgatan. Huset, som uppfördes 1893-1894, ritades av arkitekten Gustaf Hermansson och uppfördes för färgeriägaren Johan Bern och hans familj.
Tomten delades före stadsbranden 1888 mellan Lars Fredrik Bern och Johan Bevé. På Berns tomt låg ett trevåningar högt gårdhus i sten där garn- och vävnadshandel bedrevs. Efter branden förvärvade Lars Fredriks adoptivson Johan Bern andra hälften av tomten och lät uppföra det Bernska huset i fransk nyrenässans.
I bottenplanet, som är i granit,  fanns butikslokaler. I de två våningarna över detta, med tegelfasad, fanns bostadslägenheter.
Huset är ett byggnadsminne sedan den 25 augusti 1978.